# CodeLite
CodeLite é um IDE gratuito de código aberto e multiplataforma para a linguagem de programação C/C++.

## História
Em Agosto de 2006 Eran Ifrah iniciou um projeto que nomeou CodeLite. A ideia era criar uma biblioteca de code completion baseado no ctags, SQLite (daí o Lite) e no Yacc e que poderia ser utilizado em outros IDEs.
LiteEditor, uma aplicação de demonstração, foi desenvolvido para mostrar as funcionalidades de CodeLite. Eventualmente, LiteEditor evoluiu para o CodeLite.